# Скуинцано
Скуинца̀но (на италиански: Squinzano, на местен диалект Schinzànu, Скинцану) е град и община в Южна Италия, провинция Лече, регион Пулия. Разположен е на 48 m надморска височина. Населението на общината е 14 416 души (към 2012 г.).